# Leuctra szczytkoi
Leuctra szczytkoi är en bäcksländeart som beskrevs av Bill P.Stark och Stewart 1981. Leuctra szczytkoi ingår i släktet Leuctra och familjen smalbäcksländor. Inga underarter finns listade i Catalogue of Life.